# Prahly
Prahly (německy Pröhl) jsou zaniklá vesnice v okrese Chomutov. Nacházely se asi čtyři kilometry východně od Kadaně. Zanikly v roce 1972 v důsledku rozšiřování výsypek hnědouhelného Lomu Nástup a výstavby Elektrárny Tušimice.

## Název
Původní název vesnice Pruhel odvozený z kořene preg- znamenal oko, smyčka nebo past na ptáky. V historických pramenech se jméno vesnice vyskytuje ve tvarech: in Pruhel (1367), zu Pruhl (1383), von Pruel (1536), w Prahli (1549), Pröhl (1787 a 1846) a Prahly (1848).

## Historie
Pravěké a raně středověké osídlení v době hradištní a Prahlů dokládají nálezy keramiky učiněné Antonínem Benešem roku 1961 při stavbě vodovodu. Jako rok první písemné zmínky o Prahlech bývá uváděn rok 1367, ale podle obecní kroniky už roku 1341 existoval dvůr Prelak, který tehdy král osvobodil od všech poplatků na dobu šesti let. O šest let později byl dvůr údajně uveden mezi kadaňskými šosovními dvory.
Vesnice patřila kadaňským měšťanům i v dalších staletích. Obvykle měla více majitelů, z nichž Wolf Richter a Wolf Schönhöfer získali své podíly roku 1536. V 62 bodech nechali sepsat seznam práv a povinností svých poddaných. Soupis se mimo jiné věnuje hospodaření (pastva, rybolov v Ohři, máčení konopí a lnu), nakládání s dědictvím nebo soudním pravomocem. Vesnice tehdy neměla hospodu a při oslavách musela odebírat vrchnostenské pivo. Koncem šestnáctého století však začala vrchnost práva zpochybňovat a po třicetileté válce je zrušila zcela.
Podle berní ruly z roku 1654 v Prahlech žilo sedm sedláků, pět chalupníků a jeden zahradník, který provozoval hospodu. Sedláci měli celkem 25 potahů a chovali šestnáct krav, devatenáct jalovic, 219 ovcí a 61 prasat. Chalupníkům patřily tři potahy, osm krav, tři jalovice, třináct ovcí a devět prasat. Na polích se pěstovala pšenice a žito, ale hlavním zdrojem obživy býval chov dobytka.
Na počátku osmnáctého století byly vesnické usedlosti rozděleny mezi pět šosovních dvorů: větší a menší dvůr v Prahlech, střední milžanský dvůr, tzv. poslední milžanský dvůr a šosovní dvůr ve Vrchnici.
V době první republiky ve vsi fungovaly dva hostince, trafika a řemeslo provozovali kovář a řezník. Během druhé světové války byl v domě čp. 12 od roku 1941 zajatecký tábor. Zpočátku v něm byli internováni zajatci z Francie, ale roku 1942 byli nahrazeni zajatci ze Sovětského svazu. Vesnice obydlená především Němci byla postižena jejich vysídlením, a počet obyvatel proto klesl přibližně na třetinu předválečného počtu. Důvodem zániku vesnice bylo zřízení výsypky Lomu Nástup – Tušimice a výstavba tušimické elektrárny. U vesnice se v době jejího zániku těžilo ložisko kaolinu, který se dále zpracovával v kadaňské plavírně.

## Obyvatelstvo
Při sčítání lidu v roce 1921 zde žilo 131 obyvatel (z toho 58 mužů), z nichž bylo sedm Čechoslováků, 116 Němců a osm cizinců. Kromě dvanácti evangelíků patřili k římskokatolické církvi. Podle sčítání lidu z roku 1930 měla vesnice 116 obyvatel: 113 Němců a tři cizince. S výjimkou sedmi evangelíků byli římskými katolíky.
|           | 1869 | 1880 | 1890 | 1900 | 1910 | 1921 | 1930 | 1950 | 1961 | 1970 |
| --------- | ---- | ---- | ---- | ---- | ---- | ---- | ---- | ---- | ---- | ---- |
| Obyvatelé | 117  | 118  | 103  | 113  | 136  | 131  | 116  | 72   | 60   | 66   |
| Domy      | 21   | 20   | 22   | 22   | 20   | 22   | 22   | 22   | —    | 10   |

## Obecní správa
Po zrušení patrimoniální správy se Prahly roku 1850 staly samostatnou obcí, ke které při sčítání lidu v roce 1869 patřily osady Milžany, Přezetice a Vrchnice. Milžany se 1. ledna 1920 staly obcí, ale zbývající osady k Prahlům patřily až do roku 1960, kdy byly všechny tři vesnice připojeny k Tušimicím. Úředně byly Prahly jako část obce zrušeny 4. února 1972.